# Moritz Thomsen
Moritz Martin Thomsen Titus (Seattle, Washington, 1914-Guayaquil, Ecuador, 1991) fue un escritor estadounidense. Fue piloto de un bombardero durante la Segunda Guerra Mundial, luego granjero y criador de porcinos. En 1964, con 48 años de edad, llegó a Ecuador como uno de los primeros voluntarios del Cuerpo de Paz. A su llegada, y después de muchos periplos, fue asignado en condición de experto agrícola al pequeño pueblo pesquero de Río Verde, al norte de la provincia de Esmeraldas. Thomsen vivió durante cuatro años en ese caserío, y un total de 35 años en el Ecuador. 

## Vida personal
Thomsen nació en 1914, en el seno de una familia adinerada, en Seattle. Su padre, Charlie, era el multimillonario presidente de la Compañía Centennial Mills. Thomsen describe a su padre como un «tirano» en sus memorias.
Durante la Segunda Guerra Mundial Thomsen fue bombardero de las Fuerzas Aéreas.

## El Cuerpo de Paz y Ecuador
Mientras trabajaba como granjero en California, decidió unirse al Cuerpo de Paz como voluntario. Después de su entrenamiento, fue trasladado a Ecuador, donde cumplió su servicio en la comunidad esmeraldeña de Río Verde. Thomsen permaneció en Ecuador hasta su muerte en 1991.

## Sus escritos
Durante su tiempo en Ecuador, Thomsen escribió y publicó cuatro libros de memorias e impresiones, la mayoría de ellos sobre el Ecuador y su experiencia con la pobreza. El primero de estos libros, Living Poor: a Peace Corps Chronicle apareció originalmente como una serie de viñetas en el San Francisco Chronicle, en su edición dominical. Para 1968, se recogieron estos textos, se editaron y aparecieron en forma de un libro impreso por la University of Washington Press. Desde entonces hasta el presente, el libro se ha mantenido continuamente en prensa, con ediciones en los EE. UU., Gran Bretaña, Alemania y recientemente, Francia. Sólo en EE. UU. el libro ha vendido más de cien mil ejemplares.
Thomsen publicó un segundo libro sobre su experiencia en el agro ecuatoriano en 1978: The Farm on the River of Emeralds y luego, en 1989 y 1990 sus dos últimos textos: The Saddest Pleasure: a Journey on Two Rivers, sobre sus experiencias en Ecuador y en una serie de viajes por el Brasil y My Two Wars(obra póstuma) sobre su vida previa al Ecuador y su experiencia en la Segunda Guerra Mundial. Todos  sus libros, salvo el segundo, se encuentran en las librerías del primer mundo.

## Legado
La obra literaria de Thomsen ha sido reconocida y exaltada por escritores como Paul Theroux, su amigo personal y el prologuista de The Saddest Pleasure, Tom Miller, Martha Gellhorn, Larry McMurtry, Wallace y Page Stegner, Tony D'Souza y muchos más. Thomsen recibió una serie de galardones literarios, entre ellos el Washington State Book Award en 1991 y el Paul Cowan Award de 1989. Desde 1992, una organización con el nombre Peace Corps Writers otorga un premio anual al mejor escrito corto sobre la experiencia del Cuerpo de Paz que lleva el nombre Moritz Thomsen Peace Corps Experience Award. Varios estudios académicos afirman y ratifican la idea, extendida entre un grupo amplio de lectores y lectoras, de que Moritz Thomsen es uno de los escritores estadounidenses más importantes aunque menos conocidos de la segunda parte del siglo XX.